# Clathroterebra poppei
Clathroterebra poppei is een slakkensoort uit de familie van de Terebridae. De wetenschappelijke naam van de soort is voor het eerst geldig gepubliceerd in 2003 door Terryn.